# 红旗湖 (镇宁县)
红旗湖又名红旗水库，坐落在中华人民共和国贵州省安顺市镇宁布依族苗族自治县。它的集雨面积5平方千米，总库容83.26万立方米，最大坝高10.8米，正常蓄水位1271.28米，校核洪水位1274.08米。大坝是浆砌石重力坝。红旗湖是镇宁布依族苗族自治县县城居民散步、拍照的地方，水源是的饮用水源。